# Ausschussgemeinschaft
Als Ausschussgemeinschaft wird der Zusammenschluss mehrerer Mitglieder eines Parlaments oder eines Gemeindeorgans bezeichnet, um gemeinsame Vertreter in die Ausschüsse des Gremiums entsenden zu können. Im Gegensatz zu einer Fraktionsgemeinschaft kann bei einer Ausschussgemeinschaft nicht von gemeinsamen politischen Zielen ausgegangen werden.
In Bayern besteht diese Möglichkeit ausdrücklich für die Bezirkstage, für die Kreistage und für die Stadt- und Gemeinderäte. Die Geschäftsordnung des jeweiligen Gremiums kann dann die Rechtsstellung einer Ausschussgemeinschaft weiter festlegen.

## Beispiele
Einige Beispiele für Ausschussgemeinschaften in Bayern während der aktuellen Kommunalwahl- und der aktuellen Bezirkstagswahlperiode (Stand November 2010 bzw. Nürnberg: Februar 2023):
- Bezirkstag
  - Oberpfalz: Bündnis 90/Die Grünen und FDP[4]
- Stadtrat
  - Coburg: Christlich-Soziale Bürger, Bündnis 90/Die Grünen und ödp[5]
  - Erlangen: ÖDP und Freie Wählergemeinschaft[6]
  - Nürnberg: Die Guten, Linke Liste, ÖDP, FDP und Freie Wähler[7]
  - Wasserburg am Inn: Bündnis 90/Die Grünen, Wasserburger Block, Freie Wähler Reitmehring Wasserburg und Bürgerforum Wasserburg[8]